# Agenția Națională pentru Siguranța Alimentelor
Agenția Națională pentru Siguranța Alimentelor (sau abreviat ANSA) este o autoritate administrativă din Republica Moldova cu activitate națională responsabilă de implementarea politicii statului în domeniul de reglementare și control pentru siguranța alimentelor și în domeniul sanitar-veterinar, zootehnic, al protecției plantelor și carantinei fitosanitare, controlului semincer, calității produselor primare, produselor alimentare și a hranei pentru animale.
A fost creată la 16 ianuarie 2013, în baza reorganizării prin fuziune și în scopul optimizării structurale a mai multor instituții cu funcții de control și supraveghere în domeniul siguranței alimentelor.

## Legături externe
- ansa.gov.md ANSA Website